# Wendell Ladner
Wendell Ladner (6 octobre 1948 ; 24 juin 1975) était un joueur américain de basket-ball. Il évolua à l'université de Southern Mississippi. IL fut l'un des meilleurs "enforcers" de ABA, coéquipier de Dan Issel des Kentucky Colonels et de Julius Erving des New York Nets. 
Le natif de Necaise Crossing, Mississippi passa cinq saisons avec cinq équipes différentes de ABA, de 1970-71 à 1974-75. Ladner mourut en 1975 lors du crash du vol Eastern Air Lines 66, à New York. Il est l'un des six joueurs à avoir son maillot retiré par les New York/New Jersey Nets.